# Idrissa M’Barke
Idrissa M’Barke (ur. 30 marca 1983 w Rouen) – francuski lekkoatleta specjalizujący się w biegach sprinterskich, mistrz Europy z Göteborga (2006) w sztafecie 4 x 400 metrów.

## Sukcesy sportowe
- 2005 – Florencja, superliga pucharu Europy – 3. miejsce w sztafecie 4 x 100 metrów
- 2005 – Erfurt, młodzieżowe mistrzostwa Europy – złoty medal w sztafecie 4 x 100 m
- 2005 – Almería, igrzyska śródziemnomorskie, srebrny medal w sztafecie 4 x 100 m
- 2006 – Göteborg, mistrzostwa Europy, złoty medal w sztafecie 4 x 400 m
- 2009 – Pescara, igrzyska śródziemnomorskie, srebrny medal w sztafecie 4 x 100 m
- medalista mistrzostw Francji

W 2008 startował na igrzyskach olimpijskich w Pekinie. Francuska sztafeta 4 × 400 metrów z M’Barke na drugiej zmianie zajęła 8. miejsce w biegu eliminacyjnym i nie awansowała do finału. M’Barke uzyskał na swojej zmianie wynik 45,69.

## Rekordy życiowe
- bieg na 400 metrów – 45,86 – Tomblaine 22/07/2006
- bieg na 200 metrów (hala) – 20,70 – Aubière 18/02/2007